# 4613 Mamoru
4613 Mamoru este un asteroid din centura principală, descoperit pe 22 iulie 1990 de Kazuo Watanabe.